# Roquevidal
Roquevidal is een gemeente in het Franse departement Tarn (regio Occitanie) en telt 121 inwoners (2009). De plaats maakt deel uit van het arrondissement Castres.

## Geografie
De oppervlakte van Roquevidal bedraagt 7,5 km², de bevolkingsdichtheid is dus 16,1 inwoners per km².
De onderstaande kaart toont de ligging van Roquevidal met de belangrijkste infrastructuur en aangrenzende gemeenten.

## Demografie
Onderstaande figuur toont het verloop van het inwonertal (bron: INSEE-tellingen).